# ベーラ・アフマドゥーリナ

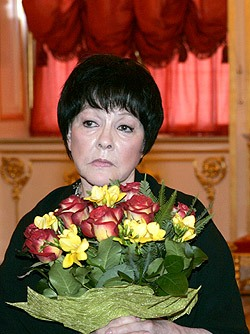
B・A・アフマドゥーリナ（2005年）

ベーラ・アハートヴナ・アフマドゥーリナ（ロシア語: Бе́лла Аха́товна Ахмаду́лина、1937年4月10日 - 2010年11月29日）は、ソ連およびロシアの詩人、翻訳家。モスクワ出身。

## 概要
ヨシフ・スターリンの死後のソ連の雪解け時代を代表する現代詩人の一人であり、言論の自由を主張したことからソ連から迫害を受けたアレクサンドル・ソルジェニーツィンやアンドレイ・サハロフの擁護を行っていた。作品はメタファーに満ち溢れた難解な詩風を持ち、ノーベル文学賞受賞者であるヨシフ・ブロツキーから『ロシア文学の至宝』と称された。
学生時代の1955年に最初の作品を発表し、1962年には最初の詩集である『琴線』を発表した。その後も『悪寒』などの作品の発表を続け、1989年にソビエト連邦国家賞を受賞している。
2010年11月29日、モスクワ郊外ペレデルキノの自宅で心臓発作にて亡くなっている。73歳。